# Ramada Paso
Ramada Paso är en ort i Argentina.   Den ligger i provinsen Corrientes, i den nordöstra delen av landet, 800 km norr om huvudstaden Buenos Aires. Ramada Paso ligger 68 meter över havet och antalet invånare är 872.
Terrängen runt Ramada Paso är mycket platt. Närmaste större samhälle är Itatí, 13,2 km nordost om Ramada Paso.
I omgivningarna runt Ramada Paso växer huvudsakligen savannskog. Runt Ramada Paso är det glesbefolkat, med 8 invånare per kvadratkilometer.